# Имадеддин Занги
Има́деддин Занги́ (араб. عماد الدين زنكي‎; тур. İmâdüddin Zengî; 1084 или 1087 — 14 сентября 1146) — сельджукский военачальник, атабек Мосула (1127—1146) и Алеппо (1127—1146), основатель туркоманской династии Зангидов. Сын сельджукского полководца Ак-Сункура аль-Хаджиба.
Осиротев в детстве, Занги получал военный опыт, находясь на воспитании (а затем и на службе) у атабеков Мосула. В походах против франков (крестоносцев) он отличился и прославился. В 1127 году он сам стал атабеком Мосула, а затем и Алеппо, объединив под своим правлением Сирию и Месопотамию. Занги был ключевой фигурой в иракско-иранской политике в течение царствования нескольких сельджукских султанов.
Занги вёл борьбу с крестоносцами и мусульманскими эмирами в Сирии и Месопотамии, расширяя и охраняя свои владения. После захвата Эдессы (декабрь 1144 года) он прославился в исламском мире как защитник веры. В христианском мире Занги воспринимался как опасный враг. Потеря крестоносцами Эдессы привела к организации Второго крестового похода (1147—1149). К моменту его начала Занги погиб, и крестоносцам противостоял его сын Нуреддин Махмуд. Занги был «первым из трёх главных мусульманских лидеров, возглавивших „контр-крестовый поход“ в двенадцатом веке» (двумя другими были Нуреддин Махмуд и Салах ад-Дин).

### Мусульманские
Мусульманские источники, как принадлежащие перу современников Занги, так и более поздние, различаются между собой в трактовке событий и личности в зависимости от политического или этнического происхождения авторов. Почти все источники написаны на арабском языке. Ибн аль-Каланиси (1073—1160) был главой сельджукского дивана в Дамаске и представляет точку зрения противников Занги. Он лично был в Дамаске, когда Занги несколько раз осаждал город. «Его информация представляет исключительный интерес». Труд Ибн аль-Каланиси более полезен для изучения деятельности атабека, чем труд ещё одного историка из Дамаска, Ибн Асакира (1105—1175), который в повествовании отдавал приоритет рассуждениям на тему религии. Труды поэта и учёного из Алеппо аль-Азими (1090—1161) сохранились в цитатах у более поздних хронистов — Ибн аль-Асира, Камаль ад-Дина ибн аль-Адима, Ибн Халликана, Ибн аль-Фурата и аль-Айни. Усама ибн Мункыз (1095—1188), происходивший из семьи, владевшей Шейзаром, не просто был современником Занги, но знал его лично, возможно, единственный из историков. С 1129 по 1138 год Усама находился в свите у Занги и принимал участие в его кампаниях, а затем некоторое время жил в Дамаске и принимал участие в переговорах правителей Дамаска с крестоносцами и с Занги. Иракский летописец Мухаммад аль-Имрани (ум. 1153) был очевидцем событий в Багдаде, когда Занги был атабеком Мосула. Его неизданный труд очень информативен о деятельности Занги и его связях с Ираком. Труд Абу аль-Фараджа ибн аль-Джаузи (ок. 1116—1201), автора из Ирака, описывает отношения Занги с сельджуками Месопотамии и Персии и с аббасидскими халифами. Ибн аль-Азрак аль-Фарики (1117—1168), историк Артукидов, живший в Майяфарикине и объездивший Месопотамию, Сирию и Кавказ, написал единственную средневековую хронику, описывающую историю Джазиры. Поскольку Занги имел в этом регионе интересы и так или иначе взаимодействовал с Артукидами, труд Ибн аль-Азрака ценен при изучении деятельности атабека. Персидский историк Имадеддин аль-Исфахани (1125—1201) выступал против Занги. Он написал три труда по истории: историю ирано-иракских сельджуков; книгу о борьбе Садах ад-Дина с крестоносцами; труд об истории Сирии в периоды правления Нуреддина Махмуда и Салах ад-Дина. Часть первого из них частично переработал аль-Бундари под названием «Зубдет ан-Нусра» . В ней Имадеддин аль-Исфахани (а за ним и аль-Бундари) сообщал необычные подробности о жестоком характере атабека. В труде сохранены некоторые уникальные факты, касающиеся Занги.
Поэты Ибн аль-Кайсарани (ум. 1153) и Ибн Мунир ат-Тарабулси (ум. 1153), жившие в Алеппо периода Зангидов, восхваляли атабека и изображали его борцом джихада. Их стихи сохранились благодаря историку Абу Шаме (1202/03—1267).
Ибн аль-Асир из Мосула (1160—1233) написал два труда о мусульманской истории. Отец историка был высокопоставленным чиновником Зангидов в Мосуле. Благодаря этому автор имел возможность получить подробную информацию о событиях прошлого и сумел написать «Историю атабеков», в которой описывает историю Зангидов до монгольского нашествия. Ибн аль-Асир восторгается хитростью Занги и никогда не критикует его за борьбу с халифом. Он приводит ценные подробности о личности Занги. Его труды восхваляют Зангидов. Сибт ибн аль-Джаузи (1185—1257), внук Ибн аль-Джаузи, родился в Багдаде, но переехал в Дамаск, где служил Айюбидам. В своём труде, описывая период жизни Занги, он цитировал многих более ранних хронистов, труды которых не сохранились. Ещё одним крупным историком, жившим после смерти Занги и писавшим о нём, является хронист из Алеппо Камаль ад-Дин ибн аль-Адим (1192—1261). Он был представителем семьи, которая несколько поколений подряд занимала в Алеппо высокие посты в администрации города. Двоюродный дед хрониста при Занги был кади города. Ибн аль-Адим считается беспристрастным в отношении Занги. Он много цитировал более ранних историков, устные сообщения и документы, приводя уникальную информацию. Ибн Аби Тайи (1180—1228), труд которого известен лишь благодаря цитированию более поздними историками — Абу Шамой, Ибн аль-Фуратом, Ибн аль-Адимом — был противником Зангидов. Существует группа историков — Абу Шама (ум. 1267), Ибн Василь (ум. 1297), аль-Калкашанди (ум. 1418), Ибн Тагриберди (ум. 1470), которые писали о Занги, опираясь на уже упомянутых авторов.

### Немусульманские
Архиепископ Гийом Тирский (1130—1186/7) написал «Историю деяний в заморских землях». Он использовал труды современников первых крестовых походов, однако и сам был современником Сангвина (Sanguinus/Sanguineus — «Кровавый», так в латинских источниках называют Занги) и сообщал почти обо всех войнах, которые происходили между христианами и мусульманами. Армянский автор из Эдессы, Матфей Эдесский (ум. 1144), подробно рассказал об отношениях внутри государства сельджуков, о противостоянии между Занги и крестоносцами. Труд Матфея Эдесского был продолжен до 1163 года его учеником священником Григором. Описание падения Эдессы в хронике Матфея Эдесского является самым подробным из всех имеющихся в источниках. Другим армянским современником событий был Нерсес Шнорали (ум. 1173). В поэме «Элегия на взятие Эдессы» («Плач по Эдессе») он оплакивал осаду, описывая судьбу христиан как кошмарную. Михаил Сириец (1126—1199) из Малатьи, патриарх Сирийской православной церкви, написал подробный отчёт о событиях недавнего для него прошлого. Он общался с византийскими императорами и лидерами крестоносцев, что дало ему материал для описания истории эпохи. Он был врагом Занги и оказал влияние на других сирийских летописцев, таких как Бар-Эбрей (ум. 1286). «Сирийская хроника» написана анонимным автором примерно в 1240 году в Эдессе. Она имеет особую ценность среди немусульманских источников, поскольку её автор опирался на неизвестные арабские сочинения. Несмотря на отдельные ошибки, описание падения Эдессы в анонимной хронике, по словам турецкого историка Альптекина, в целом «представляется достоверным». «Хронография» епископа Сирийской яковитской церкви Бар-Эбрея (1226—1286), основанная во многом на труде Михаила Сирийца, является одним из самых подробных источников.

### Надписи на памятниках и монетах
Три надписи на сооружениях, касающиеся Занги, сохранились в Алеппо, и столько же — в Баальбеке (неполные). Титулы Занги, написанные на арабском, турецком и персидском языках в этих надписях, уникальны. Сохранилось мало монет Занги. В музее Багдада хранятся две: одна отчеканена между 1127—1130 годами в Синджаре, другая — в 1145/46 году в Мосуле. На монетах просматриваются имена султана Санджара, султана Махмуда, халифа и атабека Занги. Титул, с которым упоминается Санджар, показывает, что Занги признавал его верховным султаном. Ещё две монеты находятся в Британском музее и содержат вероятную тамгу Занги.

## Имя
Хронисты не объясняют значение имени Занги. Это не прозвище, поскольку оно встречается (как минимум один раз) в официальном титуле в надписи на монументе. По предположению К. Босуорта, его назвали Занги — «чёрный африканец» — из-за смуглого цвета кожи. По мнению медиевиста К. Хилленбранд, это имя, действительно, может объясняться цветом кожи Занги, однако происходит оно от персидского слова занг (перс. زنگ‎ — «ржавчина») и означает соответственно «ржавый». Такая этимология кажется Хилленбранд более подходящей, чем версия о происхождении имени от слова зандж (араб. زنج‎), которое относилось к чернокожим из Восточной Африки. Турецкий историк К. Альптекин полагал, что имя означает «чёрный африканец», но дано оно не из-за цвета кожи, а из уважения к старому турецкому поверью — скрыть чувства родителей, чтобы зло не настигло ребёнка.
Титул «Имадеддин» означает «столп религии». Историки прошлого не упоминают, когда и кто присвоил ему этот титул. Известно, что присвоение такого титула является прерогативой султанов и халифов. Возможно, это произошло в 1144 году после падения Эдессы. Единственный из его титулов, о котором известно время присвоения, — атабек. Он был пожалован ему в 1127 году.

## Биография

Владения Занги в 1146 году (обозначены зелёным цветом)

### Родители
Отец Занги, Ак-Сункур («Белый сокол») аль-Хаджиб, был атабеком Алеппо в период правления сельджукского султана Мелик-шаха I. После смерти в 1092 году Мелик-шаха Ак-Сункур служил Тутушу. В 1093 году во время борьбы сельджукидов за трон Ак-Сункур и эмир Эдессы Бузан перешли к Баркияруку, предав Тутуша. Весной 1094 года Ак-Сункур, Бузан и Кербога проиграли Тутушу сражение у Телль-ас-Султана (примерно в 33 км южнее Алеппо) и попали в плен. Первых двоих Тутуш немедленно казнил, а Кербога остался в плену.
Единственный сын Ак-Сункура Занги родился в 1084 или 1087 году, возможно, в Алеппо. Большинство современных историков согласны со второй датой. Первая версия основывается на Абу Шаме, Ибн аль-Асире, Сибте Ибн аль-Джаузи и Ибн Халликане, которые писали, что Занги было десять лет, когда умер Ак-Сункур. Это означает, что он родился ранее 1087 года, когда его отец стал править в Алеппо. Согласно этим авторам, Занги жил в Алеппо с туркменами своего отца. Рядом с ним был некий Али Кучук, такой же ребёнок, как и он. Вторая версия восходит к Ибн аль-Адиму, писавшему, что Имадеддин Занги родился в 1087/88 году во время правления его отца в Алеппо и провёл здесь своё младенчество и детство. Так или иначе, но на момент гибели отца Занги был ребёнком десяти или семи лет и находился в цитадели Алеппо.
Женой Ак-Сункура, по мнению историков А. Севима и Н. Елисеева, была няня (кормилица) султана (вероятно, Мелик-шаха). По словам Ибн аль-Адима, она умерла от руки мужа в результате несчастного случая в 1089 году: «сидел он с ней в один из дней в своём доме в Халебе, а в руке его был нож, и он в шутку замахнулся им на неё. И нож попал ей в сердце и нечаянно убил её. И умерла она, а он сильно печалился о ней и горевал о потере её». По мнению А. Севима и К. Альптекина, она была матерью Занги. По мнению К. Хилленбранд, если жена Ак-Сункура была кормилицей Мелик-шаха, то, с учётом рождения последнего в 1055 году, к 1084/85 году ей не могло быть меньше 45 лет, и маловероятно, что она была матерью Занги. Согласно египетскому историку Эль-Азхари, няня султана была бабушкой Занги, то есть его мать была дочерью няни (кормилицы) султана. По словам К. Хилленбранд, в любом случае отец Занги был женат на женщине высокого ранга, и его репутация помогла сыну в карьере.

### Жизнь у Кербоги
В феврале 1095 года Тутуш умер. Его сын Рыдван освободил Кербогу по просьбе султана Баркиярука. В 1096 году Кербога стал атабеком Мосула. Занги в это время было около 10—12 лет. Согласно Ибн аль-Асиру и Ибн Василю, однажды к Кербоге приехали туркмены из Алеппо. Кербога узнал, что это туркмены Ак-Сункура, с которыми он воевал против Тутуша. Они сообщили ему, среди прочего, что сын Ак-Сункура всё ещё находится в Алеппо. Кербога сказал: «Он сын моего брата по оружию», затем приказав привезти Занги к нему в Мосул. Кербога взял мальчика под свою защиту и лично занимался его воспитанием.
Несмотря на то, что Кербога назвал отца Занги «мой брат», нет данных, что эмиры были знакомы. В битве у Алеппо они тоже не пересекались. Ак-Сункур после прибытия в Алеппо был на востоке лишь однажды, посещая Мелик-шаха в Багдаде. Кербога не посещал Сирию до битвы при Алеппо и не был в Багдаде во время приезда Ак-Сункура. По мнению Али Мухаммада ас-Салляби, Кербога знал о репутации Ак-Сункура и предполагал, что многие туркмены присоединятся к нему, если с ним будет Занги. По словам Ибн Василя, этот шаг Кербоги усилил обе стороны. Так, эмир частично восстановил владения Ак-Сункура. По мнению Н. Елисеева, он использовал Занги, сына Ак-Сункура, чтобы «лучше утвердить свою власть», и «стремился узаконить перед султаном владение территориями, отданными в феодальное владение отцу его молодого подопечного». Медиевист Д. Паттон также полагал, что Кербога мог нацелиться на Алеппо, и для этого ему мог быть полезен сын Ак-Сункура.
Свой первый военный опыт Занги получил в 1100/01 году при осаде Амида (города Ибрагима Иналогуллары) вместе с Кербогой. Кербога напал на Амид, чтобы компенсировать расходы на неудачный поход к Антиохии. В поисках союзников Ибрагим обратился за помощью к Сукману бен Артуку, который прибыл на помощь со своим племянником Якути. В битве у стен города перевес сначала был на стороне Ибрагима и Сукмана. Тогда Кербога предъявил Занги мамлюкам его отца со словами: «Он сын вашего бывшего господина, сражайтесь за него». Бывшие мамлюки Ак-Сункура помнили, что Сукман «обязан своим состоянием семье Тутуша», убийцы Ак-Сункура, поэтому удвоили силы, и войска Сукмана были разбиты. Однако Кербога понял, что не может взять город, и снял осаду.
Кербога умер от болезни в сентябре 1101 года или в 1102 году.

### На службе у эмиров Мосула
Занги был свидетелем борьбы целой череды эмиров за владение Мосулом. Город сначала попал в руки Мусы эт-Туркмани, а затем Джекермыша, правителя Джезире. Тот взял Занги под свою защиту и до своей смерти в 1107 году заботился о нём. Позднее, став атабеком Мосула, Занги не забыл доброе отношение Джекермыша. Он выделил его сыну Насру икта и взял дочь Насра в жёны. Нет сведений о деятельности Занги в период правления в Мосуле Джекермыша. В 1104 году Джекермыш с Сукманом при Харране победил крестоносцев, в его руках оказался Балдуин. Возможно, что Занги, которому было около 17 или 20 лет, сопровождал Джекермыша.
В июне — июле 1107 года в Мосуле утвердился Джавали (который хорошо отнёсся к Занги), в июне — июле 1108 года заменённый эмиром Мавдудом, к которому присоединились некоторые другие эмиры, среди которых был и Занги. Мавдуд обратил внимание на будущего атабека в том числе и из-за положения, которое когда-то занимал Ак-Сункур при султане Мелик-шахе. Он оказывал юному Занги покровительство, а тот получал на службе военный опыт. С 1108/09 года Занги сопровождал атабека Мавдуда во всех его походах. В 1110 году Мавдуд получил от султана приказ отправиться в Сирию сражаться с франками (крестоносцами). В этой экспедиции принимал участие Занги. В армии Мавдуда были войска Сукмана аль-Кутби, Артукида Иль-Гази, других эмиров. В начале мая 1110 года армия Мавдуда безуспешно осаждала Эдессу. Летом 1111 года Занги принимал участие во второй экспедиции Мавдуда к Эдессе. После сорока пяти дней осады Мавдуд снова был вынужден отступить.
В 1112 году к Мавдуду обратился за помощью Тугтегин из Дамаска. Войска из Мосула и Дамаска объединились. По словам Ибн аль-Асира, Занги отличился в нескольких сражениях (особенно при осаде Тивериады, где его копьё попало в ворота). В конце лета Занги со своим отрядом вернулся в Мосул. Подвиги в Сирии принесли ему похвалы исламских историков и лакаб ас-Шами («Сириец»). Теперь источники уже называли его не по отцу — Аксункуроглу, ибн Ак-Сункур, а по собственному имени. Занги ас-Шами теперь был лидером серьёзной туркменской группировки.
18 октября 1113 года в Дамаске Мавдуд был убит ассасином. Cултан Мухаммед Тапар назначил Ак-Сункура аль Бурсуки атабеком своего сына Месуда и правителем Мосула. Занги поступил к нему на службу. Перед отъездом аль-Бурсуки из Багдада султан велел эмиру защищать Занги.
Когда султан вызвал в армию Иль-Гази, тот не явился, поскольку не желал подчиняться Ак-Сункуру. Тогда последний вместе с сыном султана Месудом (формально считавшимся командующим) отправился к Мардину, чтобы принудить Иль-Гази повиноваться. Иль-Гази решил не обострять ситуации и подчиниться, но отправился не сам, а послал в армию своего сына Аяза во главе отряда из 300 всадников. Ак-Сункур воспринял это как личное оскорбление. Сначала он выполнил задание султана и с армией из 15 000 человек осадил Эдессу. После двухмесячной осады он отступил, разорив окрестности города, а также разрушив Самосату и Сарудж. После окончания кампании он не удержался от сведения счётов с Иль-Гази — арестовал Аяза, а затем разграбил окрестности Мардина. В ответ на это нападение Иль-Гази вызвал своих племянников — Давуда ибн Сукмана из Хисн-Кайфы и Балака. Втроём они внезапно атаковали лагерь Ак-Сункура, воины которого бежали, а в суматохе Аяз смог освободиться. Иль-Гази взял в плен Месуда, сына султана, но сразу отпустил его и отправил к отцу. Эта ситуация сильно осложнила положение Ак-Сункура, который не только потерял армию султана, но и не смог защитить его сына. После неудачной кампании против Эдессы Ак-Сункур аль-Бурсуки был смещён, а Мосул был доверен эмиру Гуюш-беку, новому атабеку Месуда. Занги перешёл под командование Гуюш-бея.
В 1115 году султан организовал кампанию против франков. Командующим был назначен правитель Хамадана Бурсук бен Бурсук, которому служил в то время Занги. Сельджуки захватили Химс и Кафартаб. Однако Рожер Антиохийский разбил их у Тель-Данита.

### Восстания Месуда
После смерти в 1118 году Мухаммеда Тапара в государстве Сельджукидов началась очередная борьба за трон среди членов правящей семьи. Наследником Мухаммеда был его сын Махмуд. Недовольные эмиры группировались вокруг дяди Мухаммеда, Санджара, и братьев: Месуда, Сулеймана и Тогрула. Эмиры в Мосуле подталкивали Месуда и его атабека эмира Гуюша к нападению на Багдад. В начале апреля 1118 года умер халиф, которого сменил его сын аль-Мустаршид Биллах. Эмиры надеялись убедить нового халифа возвести на трон Месуда и рассчитывали, что Махмуд, находившийся в Исфахане, не успеет прибыть раньше. В октябре 1118 года армия Мосула, в которой был и Занги, двинулась в сторону Багдада. Занги рекомендовал хранить верность законному султану, но Гуюш желал провозгласить Месуда, своего подопечного, султаном и решил напасть на Махмуда. Через два года Дубайс снова начал планировать мятеж. Он тайно писал Гуюш-бею, провоцируя и убеждая его и Месуда восстать. Он желал наказать Ак-Сункура аль-Бурсуки, которого винил в смерти отца. Ак-Сункур узнал о планах Дубайса и бежал к султану Махмуду, который написал брату и его атабеку, предостерегая их от восстания. В это время Занги находился под командованием Гуюша как атабека Мосула. Он сказал Гуюшу и Месуду, что они должны отказаться от планов восстать. Занги уже было за тридцать, он извлёк урок из прошлого мятежа Месуда. Вероятно, он решил не участвовать в мятеже и покинул армию Мосула вместе с Ак-Сункуром. Эмир Хиллы Дубайс также провоцировал Месуда выступить против Махмуда. Месуд решил отправиться в Мосул и занять трон при поддержке Дубайса.  14 июня 1120 года у Хамадана состоялась битва между армиями Месуда и Махмуда. Армией Махмуда командовал Ак-Сункур аль-Бурсуки. В ходе битвы Месуд был разбит. Со своим атабеком он отступил в Мосул, а потом отправился просить у брата прощения. За ним последовал и его атабек. Не подчинился султану Махмуду только Дубайс, укрывшийся у Иль-Гази в Мардине. Эта битва привела, помимо прочего, к возвышению Ак-Сункура и Занги, избравших верную сторону.

### На службе у султана Махмуда
Весной 1121 года новый султан снова назначил атабеком Мосула Ак-Сункура аль Бурсуки. Султан Махмуд не забыл об участии Дубайса в мятеже. Вместе с халифом аль-Мустаршидом султан потребовал от Иль-Гази разорвать отношения с его зятем Дубайсом. Иль-Гази отказался, хотя и подтвердил клятву верности султану и халифу. Дубайс вернулся в Хиллу, но после того, как султан отправил против него армию, эмир бежал без боя. Халиф попросил Махмуда назначить шихне Багдада Ак-Сункура аль-Бурсуки. В это же время мятежный эмир Хиллы готовился напасть на Багдад и отомстить Ак-Сункуру. В результате битвы 9 июня 1122 года Ак-Сункур потерпел поражение от Дубайса. В этой кампании Занги был с Ак-Сункуром.
Туркмены из Васита в 1122 году обратились за помощью против набегов бедуинов к тому же Ак-Сункуру, направившему к ним эмиров Алтунташа и Занги. Васит был передан Занги — так, в возрасте тридцати пяти или тридцати восьми лет, он получил первую землю в управление. Вскоре после этого Ак-Сункур передал Занги Басру от своего имени с заданием защитить город от бедуинов. Занги успешно справился с этой проблемой.
В 1123 году Дубайс снова вступил в борьбу с халифом. Халиф объединился с Ак-Сункуром аль-Бурсуки, и в воскресенье  4 марта 1123 года они двинулись к Нилу, на этот раз победа была на их стороне. В этом сражении Занги вместе с солдатами из Васита находился в задних рядах рядом с халифом и проявил себя: в момент обострения битвы он спас жизнь халифу. Занги атаковал Дубайса, и тот со свитой бежал к Евфрату, а далее через пустыню в Сирию.
В 1124/25 году султан Махмуд поручил Ак-Сункуру аль-Бурсуки руководство джихадом из Мосула. Аль-Бурсуки приказал Занги присоединиться к нему. Занги в это время был шихне в Басре. Он решил служить непосредственно султану (вероятно, по совету своего друга Зайн ад-Дина Али Кучука бен Бегтегина) и отправился в Исфахан. Султан принял его на службу и дал ему в качестве второй жены богатую вдову эмира Кунтогди (Гюндогду), бывшего при жизни атабеком султана Махмуда и ещё одного сына султана Мухаммеда — Тогрула. Помимо богатства и статуса, которые это брак принёс Занги, под его командование перешли мамлюки эмира. Воспользовавшись отсутствием эмира, бедуины снова совершили набег на Басру. Для наведения порядка султан отдал город Занги, объявив его эмиром Басры.
В 1125 году между халифом аль-Мустаршидом и султаном Махмудом началась борьба за власть. Аль-Мустаршид отправил войска под командованием евнуха Афифа в Васит и приказал изгнать сельджуков. Махмуд послал против халифа Занги, который разбил армию противника недалеко от города. Афиф бежал, но Занги его не преследовал. Халиф организовал оборону Багдада, 17 января 1126 года султан сам с войском появился перед городом. В ходе боёв пострадали и Багдад, и его пригороды, были разграблены дворцы халифа, султана, визирей. Однако армии султана не хватало провизии, затягивание войны привело бы к потере им преимущества. В критический момент Махмуд опять призвал на помощь Занги. По словам Н. Елисеева, «очередной раз эмир продемонстрировал военный талант, фантазию и авторитет». Чтобы быстрее двигаться в болотистой местности, пересечённой каналами, Занги реквизировал все суда и привёл войска к Багдаду по реке, застав воинов халифа врасплох. В этой ситуации аль-Мустаршид запросил мира, и султан согласился, потребовав деньги, оружие и лошадей. После этих событий, продемонстрировавших способности и преданность Занги, в апреле 1126 года (в 1127) он получил пост шихне Багдада и Ирака. При этом он сохранил ранее полученные Васит и Басру. Халиф был вынужден подчиниться Занги, который, по словам современников, снискал восхищение аль-Мустаршида своим сдержанным и скромным поведением.

### Эмир Мосула
Эмир Мосула Ак-Сункур аль-Бурсуки в 1126 году был убит ассасинами, и для города потребовался новый правитель. Наследником Ак-Сункура был его сын Иззеддин Месуд. Он принял управление городом до того момента, как султан назначит нового вали. Пока решалось, кто сменит Ак-Сункура, визирь последнего Джавали взял город под свой контроль. Чтобы получить от султана одобрение и официальное назначение, Джавали отправил к нему Бахаэддина аль-Шехразури и Салах ад-Дина аль-Ягисияни. Однако оба посланника не хотели, чтобы он управлял городом. Они убедили визиря Ануширвана, что в регионе должен править более сильный человек.

Султан Махмуд издал указ о назначении в Мосул Дубайса. Однако халиф аль-Мустаршид противился этому назначению. В итоге султан и халиф согласовали кандидатуру Занги, который вступил в должность  27 января 1127 года (по другим данным, 19 сентября 1127 года). Занги стал атабеком двух сыновей султана Махмуда: атабеком Алп-Арслана его назначил сам султан, затем к нему в плен попал Феррух-шах аль-Хафаджи. Аль-Бундари сообщал об этом:
Занги был опекуном двух меликов, один из которых, известный как Алп-Арслан, жил в замке в Синджаре. Другой, Феррух-Шах (также известный как мелик Хафаджи), жил в Мосуле. Последний, отданный на попечение амира Дубайса, во время боя попал в плен к Занги. Занги выказывал ему уважение. Сукмана-хатун, жена Занги, обучала и наставляла его.
По словам Дж. Альптекина, в этом сообщении аль-Бундари «имеется некоторая путаница относительно имён и связанных с ними событий».
Занги реорганизовал администрацию Мосула. Командование цитаделью было поручено Насиреддину Хаккару, Салах ад-Дин аль-Ягисияни получил должность хаджиба (камергера), а Бахаэддин аль-Шехразури стал кади и советником. Эмир же Джавали в итоге согласился принять ар-Рахбу.
В этот период позиции мусульман ослабли из-за отсутствия лидера, способного их объединить. Крестоносцы контролировали обширные территории и удерживали всё побережье Сирии и Палестины. Находившиеся в руках мусульман внутренние территории (Химс и Хама) подвергались постоянным набегам крестоносцев. Дамаск оказался изолирован от других мусульманских территорий, в него был свободен путь лишь через пустыню (через ар-Рахбу и ар-Ракку). Дияр-Бакру (территория Артукидов, район вокруг города Диярбакыр) и Харрану угрожала близость графства Эдессы. Правители Алеппо были вынуждены платить князю Антиохии половину доходов и отдавать часть урожая.
Для упрочения своего положения в Мосуле Занги предстояло вначале ослабить соперничество эмиров, которое разделяло силы мусульман. Первым делом он реорганизовал армию Мосула и раздал икта эмирам. В принадлежавшем эмирам Мосула городе на Тигре Джезире-ибн-Омаре правил мамлюк, отказавшийся подчиниться. Занги пересёк Тигр и занял плацдарм в месте у стен города аз-Залакат. Вылазка гарнизона не смогла ему помешать, и город капитулировал. После этого Занги в том же 1127 году осадил принадлежавший Тимурташу бен Иль-Гази Нусайбин, после чего Артукид обратился за помощью к двоюродному брату Давуду бен Сукману из Хисн-Кайфы. Соперничество между ними временно прекратилось перед опасностью вторжения на их территории общего врага. Однако Занги обманом заставил гарнизон Нусайбина сдаться, перехватив голубя с посланием от Тимурташа, просившего осаждённых продержаться пять дней, и подменив его. В фальшивом письме пять дней были изменены на двадцать. Получив это послание, жители Нусайбина решили, что не продержатся столько времени и сдали Занги город.
Вернув относившиеся к Мосулу и ранее отобранные территории, Занги назначил во все подвластные ему города шихне. После этого ему предстояло приступить к основной обязанности атабека Мосула — войне с франками. Мусульманское население Харрана призвало Занги на помощь против графа Эдессы. Прибыв к городу, атабек, оценив ситуацию, решил, что пока не готов вступить в войну с графом Эдессы Жосленом, и предложил ему перемирие. Графу война с Занги в тот момент тоже не была нужна из-за напряжённых отношений с князем Антиохии, поэтому предложение эмира было принято. Воспользовавшись этим, Занги двинулся к Алеппо.

### Атабек Алеппо
В городе за последние годы сменилось несколько эмиров. В ночь на 10 октября 1127 года жители восстали и выбрали своим лидером Сулеймана бен Абдулджебара, который в 1121 году уже правил в городе как представитель своего дяди Иль-Гази. Однако кади Ибн аль-Хашшаб настаивал на призвании сына Рыдвана Ибрагима. Ослабленный город без твёрдой власти представлял лёгкую добычу для франков. Они не сумели захватить Алеппо лишь из-за своих конфликтов. И Жослен Эдесский, и Боэмунд Антиохийский по очереди прибыли к стенам города, но в одиночку оказались бессильны. От Боэмунда жители просто откупились.
В конце 1127 года Занги захватил Манбидж и Бизаа, откуда отправил в Алеппо двух бывших командиров аль-Бурсуки. Население города устало от многолетних беспорядков и помнило правление Ак-Сункура, оно с надеждой ждало его сына. В июне 1128 года Занги торжественно въехал в Алеппо. Он перезахоронил в городе останки своего отца и женился на дочери Рыдвана, легитимизируя своё положение. В  1129 году Занги стал атабеком Алеппо. Он попросил атабека Дамаска Бури бен Тугтегина о помощи против крестоносцев. Бури приказал своему сыну Севинчу, вали Хамы, присоединиться к Занги с войском, но когда Севинч прибыл в Алеппо, Занги пленил его. 24 сентября 1130 года он захватил оставшуюся без защиты Хаму. В том же году он вынудил Кирхана ибн Караджа, вали Химса, предать Бури и перейти к себе на службу. После этого Занги захватил аль-Атариб, принадлежавший княжеству Антиохийскому. Замок находился между Алеппо и Антиохией, контроль над ним был важен для безопасности Алеппо.
В 1130 году погиб Боэмунд Антиохийский. Его вдова Алиса, желавшая стать регентом их дочери, обратилась к Занги с просьбой о помощи, но её посланник был перехвачен. Отец вдовы, Балдуин II Иерусалимский, прибыл в Антиохию, отослал дочь из города, а регентом при внучке назначил Жослена Эдесского.

### Отношения с Дубайсом
После того как Занги стал атабеком Алеппо, султан Махмуд обратился к халифу с просьбой о назначении атабеком Мосула Дубайса, султана просила об этом жена, дочь султана Санджара. Санджар настаивал на том, чтобы Занги был смещён с поста в Мосуле, а на его место был назначен Дубайс. Однако Занги приехал в Багдад и просил халифа оставить Мосул ему. Дубайс пообещал султану дать 100 тысяч динаров в обмен на то, что станет губернатором Мосула. Занги в ответ преподнёс султану те же 100 тысяч динаров. Такую же сумму он пообещал халифу, после чего последний оставил ему пост в Мосуле.
В 1131 году Дубайс оказался в плену у Занги. Бывший гулям атабека Дамаска Бури бен Тугтегина по имени Гумуштекин, хаким замка Сархад в Сирии, умер в мае 1131 года. Его вдова решила обратиться за помощью к кому-то из сильных эмиров и послала сообщение Дубайсу, что готова выйти за него замуж и отдать замок. Дубайс отправился в Сархад и заблудился в пустыне, потому что у него не было проводника, знающего дороги и источники. Бедуины схватили его в пустыне и  6 июля 1131 года ( 22 июля 1131 года) передали Бури бен Тугтегину, который принял его в замке Дамаска как гостя. Халиф, с которым у Дубайса была смертельная вражда, узнал о пленении Дубайса и попросил выдать его ему. Бури пообещал халифу, что выдаст ему эмира, но Занги в обмен на Дубайса предложил Бури вернуть его сына, Севинча, и добавить 50 тысяч динаров. В случае отказа он угрожал напасть на Дамаск. Вероятно, выкупая эмира, Занги выполнял пожелание султана Санджара. Обмен произошёл  1 ноября 1131 года. Ранее Занги и Дубайс соперничали за Мосул, и между ними существовала враждебность, поэтому пленник «был уверен, что его час настал». Однако Ибн аль-Адим, Ибн аль-Асир и аль-Азими единодушны, сообщая, что Занги хорошо обращался с Дубайсом. При этом хронисты привели различающиеся данные о том, где и какое время содержался эмир. Михаил Сириец писал, что Занги содержал его в Мосуле под стражей, а Камаль аль-Дин — что «[атабек] отпустил его, когда прибыли в Халеб». Халиф отправил посланника к Бури за Дубайсом, но тот прибыл уже после того, как эмира забрал Занги.
Дубайс оставался у Имадеддина до тех пор, пока они вместе не отправились в Ирак. В  1131 году в Хамадане умер султан Махмуд, и Санджар передал его земли его брату Тогрулу. Сын Махмуда Давуд и другой брат султана, Месуд, начали борьбу за трон. Месуд обратился к Занги за помощью. В 1132 году Дубайс и Занги выступили вместе с Месудом против халифа аль-Мустаршида, который поддерживал Тогрула, но  17 июня 1132 года потерпели поражение у Тикрита (при Акрагуфе). Они еле спаслись бегством, переправившись через Тигр с помощью губернатора Тикрита Неджмеддина Айюба. Занги вернулся в Мосул, а Дубайс направился к султану Санджару.
По прибытии султана Санджара в Рей Месуд предложил халифу и брату Сельджук-шаху выступить вместе против Санджара. После этого соглашения имя султана Санджара было удалено ими из хутбы. Султан Санджар, узнав об этом, попросил Занги напасть на Багдад. По приказу Санджара Занги снова выступил на Багдад. С ним опять был «ненадёжный бедуинский шейх» Дубайс. В последовавшей битве Занги и Дубайс то ли были разбиты, то ли Занги не стал сражаться из уважения к халифу и вернулся в Мосул, хотя и обладал большей силой, чем халиф. Во время отступления Имадеддина в Мосул халиф напал на город и вернул его.
В ноябре 1134 года после смерти Тогрула сельджукским султаном Ирака стал Месуд. В  1135 году в отношениях между ним и халифом аль-Мустаршидом возник очередной конфликт. Халиф прекратил упоминать имя султана в хутбе, и Месуд начал готовиться к походу на Багдад. Халиф аль-Мустаршид также начал подготовку к войне. Когда он выходил из Багдада с большой армией, Месуд послал против него авангард под командованием Дубайса. Переговоры между противниками потерпели неудачу,  24 июня 1135 года произошла битва, халиф был взят в плен, многие из его воинов были убиты, а его имущество разграблено. Было слишком поздно, когда прибыл Занги, получивший призыв халифа о помощи во время осады Дамаска.
Пленение халифа вызвало негативную реакцию в мусульманском мире, и вмешался султан Санджар. Он написал своему племяннику письмо с просьбой освободить халифа, и Месуд был вынужден выполнить это пожелание. Он формально примирился с халифом и возложил ответственность за войну на Дубайса. В начале сентября Санджар снова отправил послов, прося Месуда отправить халифа в Багдад. В ответ был организован переезд халифа. Среди сопровождавших его людей было десять батинитов, которые убили халифа у ворот Мераге. Для мусульман убийство халифа было экстраординарным преступлением, и вину возлагали на сельджуков. Месуду и Санджару пришлось назначить виновника, и в жертву был принесён Дубайс. Султан Месуд объявил, что казнил Дубайса, чтобы отомстить за убийство халифа, а затем женился на его дочери Суфре ( 1138).
Отличающуюся от прочих версий причину убийства Дубайса изложил Камаль ад-Дин ибн аль-Адим. По его словам, после пленения халифа Месуд решил устранить Занги и отправил ему приглашение, заманивая к себе для расправы. Дубайс узнал об этом и предупредил атабека, чем спас его жизнь. Узнав об этом, султан Санджар вызвал Дубайса из Хиллы и зарубил его. Камаль ад-Дин передавал слова Занги: «Мы выкупили его за деньги, а он отдал за нас жизнь!»
Занги, осаждавший Химс в начале августа 1135 года, прекратил осаду, когда узнал, что Мосул будет осаждён новым халифом ар-Рашидом Биллахом, и вернулся в Мосул.
Султан Месуд потребовал от нового халифа выплатить военную контрибуцию, обещанную его отцом. Вместо удовлетворения требований Месуда халиф оказал поддержку Занги, начав читать хутбу от имени мелика Алп-Арслана, подопечного Занги. В июне 1136 года султан Месуд осадил Багдад. По истечении 51 дня войско халифа рассеялось, осада окончилась победой Месуда. Занги, который был с халифом во время осады, вернулся в Мосул, взяв с собой халифа ар-Рашида Биллаха, когда город вот-вот должен был пасть. С одобрения султана Санджара халиф ар-Рашид был отправлен в отставку, а халифом был провозглашён аль-Муктафи Лиамриллах. Занги какое-то время оставался верным халифу ар-Рашиду, но тот был убит батинитами в Исфахане. Занги положил конец конфликту с Санджаром, включив в хутбу имена султана Месуда и халифа аль-Муктафи Лиамриллаха.

### В Сирии
В мае 1137 года Занги двинулся на Химс, находившийся под управлением визиря атабеков Дамаска Муинеддина Унура, но не мог взять город, потому что он был хорошо укреплён. Увидев катапульты, установленные воинами Занги, Унур же решил, что не сможет долго оборонять город. Он применил хитрость и сообщил франкам, что намерен капитулировать. Раймунд Триполитанский, не желая, чтобы Занги получил город в двух днях пути от Триполи, выступил против него. Занги поспешно заключил перемирие с Унуром. Он осадил самую мощную крепость крестоносцев в этом регионе, Баарин, лежавшую на пути из Триполи в Хаму. Раймунд призвал на помощь короля Иерусалима Фулька. У стен крепости состоялось первое серьёзное сражение между Занги и крестоносцами. Битва была короткой, франки были разгромлены. Фульк едва спас свою жизнь, граф Раймунд попал в плен. Фульк только успел послать гонца в Иерусалим с просьбой о подмоге, как, по словам Ибн аль-Асира, «Занги перерезал все пути и столь затруднил сообщение, что осаждённые не знали более, что происходит в их стране». Атабек предложил осаждённым сдаться на следующих условиях: крепость переходит к нему, осаждённые выплачивают ему 50 тысяч динаров. Фульк принял условия и поспешил покинуть Баарин.
Тем временем наиб Алеппо Савар, проводивший параллельную операцию с Занги, захватил Кафартаб и Мааррат-эн-Нууман.
Иоанн II Комнин с войском прибыл к Антиохии, чтобы напомнить крестоносцам о вассальных условиях, на которые они согласились во времена его отца (перед Первым крестовым походом в обмен на помощь императора лидеры крестоносцев обещали все завоёванные на Ближнем Востоке земли передать Византии и править лишь как вассалы императора). После непродолжительной осады Антиохии император заключил сделку с правителем Антиохии Раймундом и возвратился в Чукурова, чтобы подчинить армян. Согласно договорённости Антиохия отошла Византии, а Алеппо, Хама, Химс и Шейзар, находившиеся в руках турок, Раймунд мог оставить себе, если их захватит. Иоанн II Комнин провёл зиму в Чукурова, а весной вернулся в Антиохию. Поскольку Занги знал, что Алеппо — первая цель франков, он укрепил город, попросив помощи у султана Месуда. Несмотря на то, что византийский император находился в Сирии, Занги снова осадил Химс. По словам Ибн аль-Каланиси, к атабеку прибыло посольство от императора. Послы успокоили Занги, сообщив, что целью Иоанна является не Алеппо. Однако после того, как император благополучно взял Бизаа, принадлежавший Занги, он попытался захватить Алеппо. Он безуспешно осаждал город в течение трёх дней и отошёл 19 апреля 1138 года. Аль-Атарибу, гарнизон которого был слаб, пришлось сдаться (в октябре того же года Занги вернул город).
В апреле — мае Иоанн некоторое время осаждал Шейзар. По словам Ибн аль-Асира, он выбрал своей целью Шейзар, «ибо надеялся, что Занги не станет защищать город, который ему не принадлежал». Однако, по словам А. Маалуфа, у Шейзара Занги как никогда ранее проявил свои способности. Его посланники убедили Данышмендидов атаковать византийские земли. В Багдаде его люди вынуждали султана Месуда отправить к Шейзару войска. От эмиров Сирии и Джазиры он требовал, чтобы они помогли отразить нападение Иоанна. Поскольку войско атабека уступало противнику по численности, он отказался от прямых столкновений. Императору он писал, что крестоносцы ждут его ухода из Сирии. Жослену Эдесскому и Раймунду Антиохийскому он сообщал, что после захвата сирийских крепостей мусульман император нападёт и на города франков. Встревоженный слухами о прибытии армии мусульман из Багдада (распущенными людьми Занги), император снял осаду Шейзара и 21 мая 1138 года отправился в Антиохию. В этот период даже артукидский бей Давуд оказал Занги поддержку, несмотря на вражду между ними. Армия сельджуков численностью 15 000 человек, посланная султаном Месудом в помощь Занги, вернулась, когда император покинул регион.

### Дамаск
После ухода византийской армии Занги снова вторгся в земли Дамаска. В мае 1138 года атабек Дамаска Шехабеддин Махмуд заключил с ним мирное соглашение при условии, что он женится на Зумурруд-хатун, матери Махмуда. Химс перешёл к Мосулу в качестве приданого Зумурруд, а дочь Занги стала женой Махмуда. Уйдя от Дамаска, в сентябре — октябре 1138 года Занги завоевал обратно Кафартаб, аль-Атариб и Бизаа, которые ранее были захвачены крестоносцами. В 1139 году атабек Дамаска Махмуд был убит своими людьми. Занги счёл это хорошим поводом захватить город. В октябре 1139 года Занги осадил Баальбек, подчинявшийся правителям Дамаска. Город был захвачен 10 октября, но цитадель ещё держалась. Атабек пообещал её защитникам сохранить жизни, если они её сдадут. По сообщению Ибн аль-Адима, он дал клятву на Коране, обещая жителям крепости безопасность, но когда они сдались 21 октября, казнил вали, а 37 человек повесил. Женщин взял в плен. После этого он осадил Дамаск и действовал при поддержке своей жены Зумурруд-хатун, однако после случившегося в Баальбеке у жителей Дамаска доверия к атабеку не было. Занги столкнулся с серьёзным сопротивлением и отступил от Дамаска в Хаму, а Баальбек передал Неджмеддину Айюбу, отцу Салах ад-Дина.
В 1140 году умер атабек Дамаска Мухаммед, сменивший в 1139 году Шехабеддина Махмуда. Занги снова решил осадить Дамаск. Узнавший об этом визирь Унур оказался в затруднительном положении и решил заручиться поддержкой франков. Он послал Усаму ибн Мункыза к Фульку, королю Иерусалима, обещая ежемесячно присылать 20 000 динаров, отобрать Баниас у Занги и отдать его крестоносцам. Унур подчеркнул угрозу Иерусалиму, если Занги захватит Дамаск. Слова визиря убедили Фулька. Он потребовал от Унура немедленно выслать деньги на первоначальные расходы, а также передать несколько заложников. Когда Унур принял эти условия, Фульк начал подготовку подкреплений для отправки в Дамаск. Назначенный Занги вали Баниаса отправился в набег на Тир, но по пути столкнулся с князем Антиохии Раймундом, двигавшимся к Дамаску, и погиб в битве. Уцелевшая часть армии Баниаса вернулась в город. В союзе с крестоносцами Унур осадил Баниас и в течение мая — июня бомбардировал его из катапульт. Когда у защитников исчезли надежды на помощь Занги, город капитулировал. Унур отдал Баниас крестоносцам (прежнему владельцу, у которого Занги отнял город, Ренье Брюсу) и вернулся со своей армией в Дамаск.
Занги не оставил идеи захватить Дамаск. Утром 22 июня 1140 года, когда жители города спали, отряды из войска Занги незамеченными подошли к городской стене у южного района города, Баб-Мусалла. Когда их заметили, люди собрали оружие и собрались на стенах. Отряд вооружённых жителей совершил вылазку из ворот. В ответ Занги послал отряды для нападения на стены с других сторон, чтобы дезориентировать защитников города. Погибших и раненых было много с обеих сторон. Армия Занги разоряла окрестности города. Жители Дамаска, понимая, что им неоткуда пополнять запасы продовольствия, предложили атабеку признать его сюзеренитет и читать его имя в хутбе. Занги принял эти условия и отступил.
В июле 1140 года Занги присоединил Шахризор, один из контрольных пунктов дороги из Мосула в Хамадан, которая находилась в руках Кипчакоглу Арсланташа. Затем он решил воспользоваться разногласиями между Артукидами и крестоносцами и направился на север Мосула.

### Отношения с Артукидами
Двоюродные братья Артукиды Тимурташ бен Иль-Гази и Давуд бен Сукман правили Мардином и Хисн-Кайфой соответственно. При жизни Иль-Гази Давуд подчинялся ему и участвовал в его кампаниях сам или присылал войско, но подчиняться Тимурташу он не желал. После смерти Балака Давуд захватил Хартперт. В дальнейшем он мог начать захватывать и земли Тимурташа. Однако в 1126 году атабеком Мосула стал Имадеддин Занги, и это объединило Артукидов. Соперничество между двоюродными братьями Давудом и Тимурташем отступило перед опасностью вторжения на их территории общего врага. Утвердившись в Мосуле, Занги осадил принадлежавший Тимурташу Нусайбин, и Тимурташ обратился к Давуду за помощью. Занги перехватил голубя с посланием от Тимурташа в Нусайбин и подменил его, обманом заставив гарнизон города сдаться. В 1130 году Давуд и Тимурташ заключили союз с Илальди Иналоглу и другими туркменскими вождями против Занги, чтобы вернуть Нусайбин. Однако Занги разбил их 20-тысячную армию. Когда Давуд разграбил Джезире-ибн-Омар, Занги захватил Дару и Сарудж. После потери Дары союз между Тимурташем и Давудом распался.
Через год после потери Саруджа Давуд захватил несколько крепостей к югу от озера Ван. Вероятно, Тимурташ опасался Давуда и потому подчинился Занги, став его вассалом, чтобы получить защиту от брата. В 1134 году Занги и Тимурташ одержали победу над Давудом. Затем атабек захватил крепость аль-Сур и передал её Тимурташу, но это не слишком усилило позиции последнего. К тому же Занги проводил в Дияр-Бакре мало времени. Как только Занги ушёл, Давуд напугал Тимурташа до такой степени, что в 1135/36 году последний даже сам разрушил часть своего же Майяфарикина, будучи не в состоянии защитить его от своего двоюродного брата.
В 1138/39 году правитель Нусайбина Абу Бакр бежал к Тимурташу в поисках защиты от Занги. Когда Артукид отказался выдать Абу Бакра, атабек захватил Дару, Рас аль-Айн и Джабал-Гур. В это время Занги получил известие о смерти своего наиба в Харране. Он отправился туда, поручив своему визирю Салах ад-Дину вступить в переговоры с Тимурташем. Салах ад-Дин предлагал Артукиду вернуть Дару за выдачу Абу Бакра. Тимурташу удалось уладить конфликт, его дочь Сафия была отдана в жёны Занги.
Отношения Тимурташа с Занги нормализовались, но у Артукида возник новый конфликт с Давудом, который осадил Майяфарикин. После девяти дней безуспешной осады Давуд завоевал близлежащий Тель Саих, откуда совершал набеги на окрестности Майяфарикина. Многие жители бежали из города. Это длилось до весны 1141 года. Затем кузены встретились в Майяфарикине и заключили перемирие сроком на один год. Вскоре после этого Тимурташ назначил нового визиря в Майяфарикин, а смещённый визирь Хабаси бежал в Мосул, где убедил Занги начать поход против Артукидов. В двух бейликах Артукидов атабек захватил Хизан, аль-Мадан, Ирун и Каталбас. Поскольку нападение на Мардин, Амид или Хисн-Кайфу было бесперспективно, кампания Занги закончилась у Майяфарикина. Его Занги обещал отдать свергнутому визирю Хабаси. Однако тот был настолько ненавидим в городе, что два жителя пробрались в лагерь осаждавших и убили его. Это в конечном итоге привело к окончанию кампании и возвращению армии Занги в Мосул.
В августе 1144 года Давуд умер. Преемником Давуда в Хисн-Кайфе стал его сын Кара-Арслан, у которого Занги захватил почти все его территории. Кара-Арслану пришлось просить о помощи графа Эдессы Жослена II и султана Коньи Месуда. Графу Эдессы Артукид предлагал в качестве оплаты замок Бибола к северу от Гергера. Жослен отправился на помощь Кара-Арслану и покинул Эдессу с большей частью гарнизона, чем и воспользовался Занги. В ноябре 1144 года он взял Эдессу. Занятостью Занги, в свою очередь, воспользовался Тимурташ. Он связался с правителями Ахлата, Битлиса, Эрзена и Амида, которые признали свою зависимость от него. Сын Тимурташа Неджмеддин Алпы женился на дочери Ахлатшаха Сукмана. В том же году Тимурташ отправил армию во главе со своим племянником Мухаммедом против Кара-Арслана, и Мухаммед одержал блестящую победу. Усиление Артукидов Мардина не входило в планы Занги, поэтому в 1145/46 году он захватил Майяфарикин. Предположительно, это была демонстрация силы с его стороны, призванная запугать Тимурташа. Ибн аль-Азрак писал, что Тимурташ и Занги поссорились, но не уточнял причин.
Несколько крестьян сбежали из Мосула в Мардин, и Занги потребовал вернуть их. Однако Тимурташ заявил, что забирает у крестьян только одну десятую часть урожая и что если бы Занги поступал так же, то они бы не сбежали. Атабек Мосула угрожающе ответил: «Если бы не было меня, то ты давно бы перестал пить воду в Мардине, и франки взяли бы его». В итоге Тимурташ отослал земледельцев назад.

### Захват Эдессы
Иракский сельджукский султан Месуд заподозрил, что Занги сговаривается против него с некоторыми эмирами. Атабеку пришлось отправить к султану своего старшего сына, Сайфеддина Гази, в заложники, кроме того, он предложил дать султану 100 000 динаров. Месуд принял предложение Занги и дал ему задание завоевать Эдессу, поскольку граф Эдессы Жослен II представлял угрозу для мусульманских территорий. Кроме того, город был расположен между Анатолийским плато, Аль-Джазирой и Сирией и имел стратегическое значение.
Как писал Гийом Тирский, воспользовавшись враждой, возникшей между Раймундом Антиохийским и Жосленом Эдесским, «проклятый Занги с могучим войском осадил Эдессу». Жослен с войском был в походе, город защищал слабый гарнизон во главе с тремя епископами, но предложение Занги сдаться было отклонено. Во время осады все проходы были блокированы, горожане страдали от голода и недостатка воды. По стенам били катапультами, 24 декабря 1144 года люди Занги проникли в город, 26 декабря захватили внутренний замок. Прорвавшиеся осаждающие устроили в городе резню, как писали христианские хронисты. Многие бежали к цитадели, пытаясь спастись, возникла давка, в которой погибло множество людей. Матфей Эдесский писал о 2000 погибших.
Современник событий, Нерсес Шнорали, описал в «Плаче об Эдессе» страдания жителей города:
Что видели в веках иных
Прискорбней зрелищ таковых?
Орда неверных, диких, злых,
Свирепствует меж толп людских;
Ударами мечей стальных
Всех рубит — старых, молодых.

Перевод В. Брюсова 
Турецкий историк Г. Безер утверждал, что Занги отнёсся справедливо к местным христианам, но очень жёстко к крестоносцам. После того как атабек вошёл в Эдессу, он приказал прекратить разрушение города и потребовал освобождения пленников и возврата добычи. Вали Эдессы он назначил Али Кучука, под командованием которого оставил сильный гарнизон. Падение Эдессы стало значимым ударом для крестоносцев. Анатолийские сельджуки, Данышмендиды, Артукиды и Тугтегиниды ранее одерживали победы над крестоносцами, но завоевание Эдессы стало переломным моментом в борьбе франков и мусульман и вызвало Второй крестовый поход.
В исламском мире понимали важность Эдессы для христиан, день её захвата был объявлен праздником, а Занги получил дары и титулы. В исламском мире эта победа породила надежду на изгнание крестоносцев из Сирии. Ибн аль-Асир и Абу-Шама упоминали чудеса, связанные с завоеванием города, и сравнивали завоевание Эдессы с битвой при Бадре. Халиф аль-Муктафи Лиамриллах присвоил Занги почётный титул Имадеддин (араб. عماد الدين‎ — «опора веры»). Завоевателя Эдессы называли «великий, справедливый, помощник Бога, победитель, единственный, опора веры, краеугольный камень ислама, украшение ислама, защитник людей, величие народа, честь царей, опора султанов, победитель неверных, бунтовщиков и еретиков, командующий мусульманских армий, победоносный князь, князь князей, солнце достоинств, эмир обоих Ираков и Сирии, Пахлаван Джахан [герой мира], Алп Гази Иран [храбрый моджахед Ирана], Кутлуг Тогрулбек, атабек Абу Саид Занги Ибн Ак Сонкор, опора главы правоверных».
В январе 1145 года Занги легко захватил брошенный гарнизоном Сарудж. Затем последовал захват всех замков крестоносцев к востоку от Евфрата. Биреджик Занги осадил, но был вынужден снять осаду после известия, что его наиб в Мосуле был убит сельджукским меликом (и воспитанником Занги) Феррух-шахом. Восстание в Мосуле было опасно, поскольку его начал сельджукский князь. Чтобы предотвратить возможное восстание сторонников Феррух-шаха, Занги отправился в Алеппо, а подавить восстание в Мосуле поручил губернатору Эдессы Али Кучуку. Хотя Феррух-шах убил наиба, но гарнизон цитадели оставался верным Занги, и мелик не смог её захватить. В мае 1145 года Али Кучук подавил восстание и убил всех его участников, в том числе и Феррух-шаха. Когда Занги прибыл в Мосул, он назначил Али Кучука вали города. К тому моменту Али Кучук успел вернуться в Эдессу и предотвратить попытку армян передать Эдессу крестоносцам. Виновные были показательно наказаны Занги, часть армян была изгнана из города.

### Смерть
Занги планировал двинуться на Дамаск, чтобы объединить всю Сирию под своим управлением. Однако для этого было необходимо захватить крепость Джабер, которой управлял Укайлид Али ибн Салим. 17 мая 1146 года атабек разбил лагерь перед замком. По словам Ибн аль-Адима, во время осады в ночь с 14 на 15 сентября 1146 года Занги был убит — зарезан рабом франкского происхождения Яринкусом/Яранкашем, когда пьяным спал в своей постели. По словам Ибн аль-Каланиси, убийца был евнухом. Согласно Ибн аль-Асиру, убийц было несколько. Охранники не вмешались, и убийца или убийцы укрылись в крепости. Её защитники со стен оповестили войска Мосула об убийстве Занги. То, что Яринкус сбежал в Джабер, наводит на мысль, что владелец замка был причастен к убийству.
Ибн аль-Асир передал слова своего отца (друга Занги), который вошёл в шатёр и увидел умирающего эмира: «Увидев меня, атабек подумал, что я пришёл прикончить его, и знаком попросил у меня пощады. Я же в смятении упал на колени и спросил его: „Господин, кто сделал это с тобой?“ Но он не смог мне ответить и испустил дух. Да сжалится над ним Аллах!»
Среди первых, вошедших в шатёр, был Нуреддин Махмуд, второй сын Занги. Он снял с руки отца кольцо с печатью, знак власти. Тело, по словам Ибн аль-Асира, было похоронено в Сиффине, где многие сподвижники Пророка погибли в битве между Али и Муавией.
По сообщению Ибн аль-Каланиси, Яринкус/Яранкаш, который после убийства сбежал в Джабер, испугался, что его выдадут людям Занги, и решил укрыться у противников Занги — правителей Дамаска. Муинеддин Унур велел схватить его и отправить в Алеппо к сыну Занги, Нуреддину Махмуду. Там Яранкаш был казнён.

## Семья
Жёны:
- жена. Вдова эмира Кунтогди была «второй женой», согласно источникам[91][90][93];
- хатун, вдова эмира Кунтогди (1125)[91][90][93];
- хатун, внучка Джекермыша[37][51];
- Фархандах-хатун, дочь Рыдвана[англ.] (1129/30)[16][161][162]; ранее, согласно А. Маалуфу, была женой Иль-Гази и Балака[163]. Историю брака и развода атабека с дочерью Рыдвана описал Ибн аль-Адим, излагая информацию, полученную от кади Алеппо в период Занги. Согласно ему, Занги обнаружил в хранилище одежду в крови, и ему сказали, что его отец, казнённый дедом жены атабека, был в ней в момент смерти. Занги бросил жену и более с нею не жил. Женщина пожаловалась кади Алеппо, что муж её давно не посещает, и она не понимает, разведена она или нет. Кади отправился в цитадель к атабеку[16][164]:Кади сказал ему: «Мой господин, Хатун пришла ко мне и пожаловалась на своё положение». Занги не ответил и собирался уехать верхом на лошади. Кади держал лошадь под уздцы, не давал ей двигаться и говорил: «Мой господин, нельзя игнорировать шариат». Тогда Занги сказал: «Будь моим свидетелем, что она разведена». Тогда отец [рассказ дяди Ибн аль-Адима] отпустил уздечку и сказал: «Теперь дело решено» Ибн аль-Фурат сохранил легенду Ибн Аби Тайи[англ.] о браке Занги с дочерью Рыдвана[5]:В 524 [1129/30] году Занги женился на Зумурруд-хатун, дочери Рыдвана из Алеппо. Через месяц он развёлся с ней, когда увидел на скамейке следы застарелой крови, и ему сказали, что это пятна крови его убитого отца. В пьяном угаре на балконе, выходящем на Алеппо, Занги вызвал Зумурруд, развёлся с ней и приказал отвести её в конюшню, где приказал конюхам изнасиловать её. Это они и сделали, пока он смотрел.У Занги действительно была жена по имени Зумурруд, и действительно одной из его жён была дочь Рыдвана. Однако это были разные женщины. Зумурруд звали вдову Бури бен Тугтегин[165].
- Зейнеб (Сокмение, Сукмана-хатун), дочь Ахлатшаха Ахмеда и Инанч-хатун. В  1133/34 году Занги посватался к ней. Целью этой женитьбы для Занги было подготовить почву для легализации захвата власти в Хлате[166]. Одновременно с ним к ней посватался сын Тогана Арслана, хакима Битлиса и Эрзена, и, вероятно, Инанч предпочитала последнего[166]. В сопровождении войска Занги прибыл в Хлат и женился на девушке сам[166][167]. После свадьбы Занги послал своего военачальника в Битлис и потребовал от Тогана Арслана 10 000 динаров[168]. По словам Усамы ибн Мункыза, военачальник сказал:

«Атабек гневается за то, что ты посватался к девушке, которую он хотел взять в жёны. Ты обещал её родным десять тысяч динаров, и мы хотим получить их от тебя».
 Лишь после того, как Тоган Арслан выплатил деньги, солдаты Занги ушли из Битлиса.
- Хатун, дочь Джанах ад-Даула Хусейна[англ.] (1137)[169];
- Зуммуруд, дочь Джавали, брата Атсыза, и Сафват аль-Мулюк, вдовы Бури ибн Тугтегина (1138)[165]. Её отец погиб в 1079 году[170].
- Сафия, дочь Тимурташа (1139)[171][172]. Родилась до 1126/27 года[173], умерла в 544 году хиджры[174].

Сыновья:
- Сайфеддин Гази I, старший;
- Нуреддин Махмуд, (род. 1116);
- Кутбеддин Мавдуд;
- Нусретеддин Амир Миран.

Дочь, замужем за Шехабеддином Махмудом (1138).

## Личность и значение
По словам Ибн Василя, Занги был «красивым, смуглым, с красивыми глазами. В старости он поседел… Он был суров, решителен, мужественен, прозорлив, смел, честолюбив и горд». По мнению ибн Халликана, Занги был одним из самых выдающихся эмиров при Сельджукидах. Ибн аль-Адим писал: «атабек был жестоким, могущественным, внушающим страх и способным внезапно напасть». Усама ибн Мункыз называл его «одним из лучших стрелков». По оценке историка Н. Белотто, Занги использовал отношения с сельджуками и манипулировал этими отношениями, чтобы накопить власть и достичь автономии.
По словам историка Г. Безера, Имадеддин Занги был известен своей красотой и, несмотря на жёсткий характер, любим народом за справедливость. Мусульмане его ценили за победы над крестоносцами. Он никогда не позволял сильному быть несправедливым к слабому. Земли, находившиеся ранее в руинах, в его время стали процветать, а население увеличилось. Историк Н. Елисеев писал о нём, что он был энергичным, но жестоким человеком, талантливым, а иногда и коварным полководцем. Согласно К. Хилленбранд, «леденящие кровь качества Занги выделяются как исключительные», он обладал «несомненными военными и политическими навыками и редкими лидерскими качествами. Источники отмечают его пугающе безжалостную личность, жестокость и железную хватку в делах». Историк Н. Кристи писал, что «он был безжалостным человеком, управляя своей территорией железной хваткой; его боялись как его армия, так и его подданные. Если бы он прожил дольше, он, вероятно, взял бы Дамаск и таким образом взял бы под свой контроль всю мусульманскую Сирию. Он был искусным политиком и опытным военачальником». Г. Гибб писал о «дефектах характера и о жадности Занги».
Жестокость Занги неоднократно описана многими хронистами, он неоднократно нарушал данное им слово:
- В 1130 году он заключил соглашение с Кирханом ибн Караджей, правителем Химса, но нарушил договорённости, а «Кирхан был привязан к мешку с соломой и терпел всяческие мучения»[132][180].
- В 1134 году, как сообщал Усама ибн Мункыз, Занги отрезал большие пальцы рук девяти арбалетчикам, защищавшим замок ас-Сур в Джазире[5].
- Согласно Ибн аль-Каланиси, когда в 1135 году сын Бури Исмаил хотел передать Занги Дамаск, горожане «боялись гибели… зная, как поведёт себя Занги, если он захватит город»[132]. Они помнили о пленении Севинча[181].
- В 1139 году атабек пообещал жителям Баальбека сохранить жизни, если они сдадут цитадель, которая держалась уже два месяца после сдачи города. Ибн аль-Адим писал: «И дал клятву жителям крепости на Коране, обещая им безопасность и возможность выйти [из неё]. А когда они сдались, поступил с ними вероломно: содрал кожу с командующего крепостью (вали), а остальных повесил, а их было 37 человек; он поступил вероломно и с женщинами, взяв их в плен»[182][131][132].
- Согласно Ибн Василю, в 1138 году Занги убил пленных византийцев и франков, а «головы убитых были собраны, и из них был построен минарет»[132][comm 7].
- По словам Ибн Василя, один человек упал замертво от испуга при одном только виде Занги. «Князья боялись его, пограничные вельможи пугались одного упоминания о нём»[132].
- Имадеддин аль-Исфахани объяснял причины убийства атабека его жестокостью, отмечая[132][186]:Когда он был недоволен эмиром, он казнил его или изгонял, а детям этого человека оставлял жизнь, но кастрировал их. Когда один из его пажей радовал его своей красотой, он обращался с ним таким же образом, чтобы сохранить в нём привлекательность юности. Потому все его молодые слуги только и ждали возможности отомстить.Он характеризовал Занги так[132]: Он [Занги] был тираном и наносил удары с безрассудством. Он был подобен барсу характером, подобен льву в ярости, не отказываясь ни от какой строгости, не зная никакой доброты… Его боялись за его внезапное нападение; избегали его грубости; он был агрессивный, наглый, нёсший смерть врагам и гражданам.В своих землях Занги правил террором с вниманием к мельчайшим деталям. Его владения были «подобны саду, окружённому оградой»[132].

Однако хронисты отмечали и положительные черты характера атабека.
- Как писал Ибн Халликан, «Занги, помимо прочего, был, как утверждал мосульский историк, очень озабочен проблемой сохранения женской чести, особенно, что касается жён солдат». Он говорил: «Если мы не защитим солдатских жён запугиванием… они развратятся из-за частого отсутствия мужей в походе»[178][163].
- Согласно Сибту ибн аль-Джаузи, когда Занги услышал, что жёны солдат в Джезире-ибн-Омаре подвергаются домогательствам вали города Тикат ад-Дина и терпят от него насилие, то послал своего приспешника Салах ад-Дина аль-Ягисияни с приказом кастрировать Тикат ад-Дина, выколоть ему глаза, а затем распять[178][187].
- Согласно Ибн аль-Асиру, один из эмиров Занги получил в качестве икта небольшой городок и обосновался в жилище еврейского торговца, выгнав владельца. Последний явился к атабеку и поведал об этом. Одного взгляда Занги на эмира было достаточно, чтобы тот немедленно отдал дом его хозяину[163][188].
- Атабек собирал донесения с границ и о том, что происходило с правителями других государств, даже отдалённых. У него были шпионы при них, даже при дворе султана. Атабек тратил на это много денег. «Каждый день к нему приходили несколько его шпионов»[132].
- Занги поддерживал в своих войсках железную дисциплину. Ибн аль-Адим писал: «…когда он ехал верхом, войско шло за ним как бы между двумя нитями, опасаясь повредить что-либо из посевов. И ни один воин не осмеливался из страха перед ним наступить на какой-либо корень или провести по нему коня. Ни один из его воинов не осмеливался взять у феллаха связку соломы иначе, чем по её цене или по письму из дивана к раису (главе) селения. А если кто-либо преступал это [запрещение], то его распинали… И возделана была земля в его времена после её запустения, и [воцарилась] безопасность после страха, и прекратились распри. И поручал он должности наместников и управителей жителям Харрана. И запретил притеснение, принудительный труд и тяготы по отношению к подданным»[178][176]. «Всё это рассказывали о нём жители Харрана, а что касается феллахов Халеба, то они говорили о нём противоположное этому»[176].
- При этом атабек был столь же требователен к себе, как и к другим. Прибывая в какой-нибудь город, он останавливался вне городских стен в своём шатре, отказываясь от любых дворцов[163].
- Карьера Салах ад-Дина была успешной в том числе и потому, что Занги благодарно помнил, как Айюб, отец Салах ад-Дина, помог атабеку перебраться через реку и уйти от преследователей[189].

По словам Эль-Азхари, Занги был ключевой фигурой в иракско-иранской политике в течение царствования нескольких сельджукских султанов. К. Хилленбранд писала, что Занги был «первым из трёх главных мусульманских лидеров, возглавивших „контр-крестовый поход“ в двенадцатом веке» (двумя другими были сын Занги Нуреддин Махмуд и бывший военачальник Занги Салах ад-Дин). Имадеддин аль-Исфахани полагал, что взятие Эдессы стало поворотным моментом в борьбе с франками и что задача Нуреддина, сына Занги, значительно облегчилась достижениями его отца. Она называла Занги выдающимся лидером и первым из мусульманских полководцев, «способных на протяжении длительного периода сохранять прочную власть и организовать широкое военное противодействие франкам».
По словам Дж. Райли-Смита, «его завоевания были следствием, скорее, не его силы, а стремительности и внезапности, с какой он действовал и против своих мусульманских соседей, и против латинян [крестоносцев]».

## Комментарии
1. ↑  Историк Т. Эль-Азхари, ссылаясь на аль-Азими, утверждал, что мать Занги умерла на охоте[31], однако в указанном источнике таких данных нет[41].
2. ↑  Среди крестоносцев была популярна легенда, что матерью Занги была маркграфиня Ида Австрийская, которая в 1101 году пропала в Анатолии во время нападения сельджуков на крестоносцев. Она так и не вернулась; по легенде, 46-летнюю красавицу отправили в гарем[43][44].
3. ↑  Камаль аль-Дин: «[атабек] отпустил его и оказал ему честь: … дал ему сто тысяч динаров и пожаловал ему великолепную одежду»[112], Ибн аль-Асир: «он относился к нему как к величайшему из королей»[114], аль-Азими: «осыпал его теми благословениями, которые даже султан не даёт султану»[111].
4. ↑  По версии Михаила Сирийца, в этом походе Занги был один, Дубайс был ещё в заключении и получил свободу лишь после поражения Имадеддина от халифа[115].
5. ↑  Согласно Бар-Эбрею, посол султана Санджара привёз Месуду два письма одновременно. В открытом письме Месуду предписывалось просить прощения у халифа, вернуть его в Багдад и выдать халифу Дубайса как виновника бед. В секретном же было написано: «Почему ты в суматохе сражения не убил халифа?»[120]
6. ↑  По словам Ибн Азрака, Тимурташ не выдал Абу-Бакра. Однако он, понимая, что не сможет далее его защищать, приказал доставить его ко двору султана Месуда. Занги узнал об этом и добился передачи Абу-Бакра ему[144].
7. ↑  Хотя Ж.-П. Ру и утверждал: «„Башни“ и „минареты“ из голов убитых людей были „изобретены“ в начале XIV столетия»[183], но такие «минареты», помимо Ибн Василя, хронисты описывали после битвы при Заллаке (1086) — из голов христиан — и в Рее в 1139/40 году — из голов батинитов[184][185].